# Pedro Teixeiro
Pedro Teixeiro fue un religioso dominico español de la primera mitad del siglo XIX nacido en Galicia.
Profesó en el convento de La Coruña en 1820 y ordenado presbítero en 1827 se dedicó a la enseñanza como lector de teología de la Orden. En 1832 era maestro de estudiantes en la Coruña y al año siguiente fue asignado como profesor al convento de Lugo. Después de la exclaustración de 1835 desempeñó la cátedra de teología dogmaica en el Seminario de Lugo y también fue canónigo sinodal y fiscal eclesiástico, cargos que desempeñaba sobre el año 1852.
Fue muy admirado en toda la región gallega por su extraordinaria elocuencia y por sus profundos conocimientos filosóficos y teológicos.

## Obra
Es autor de una obra titulada: Instituciones juris naturae, et gentium (Madrid, 1830)